# Matti Alahuhta

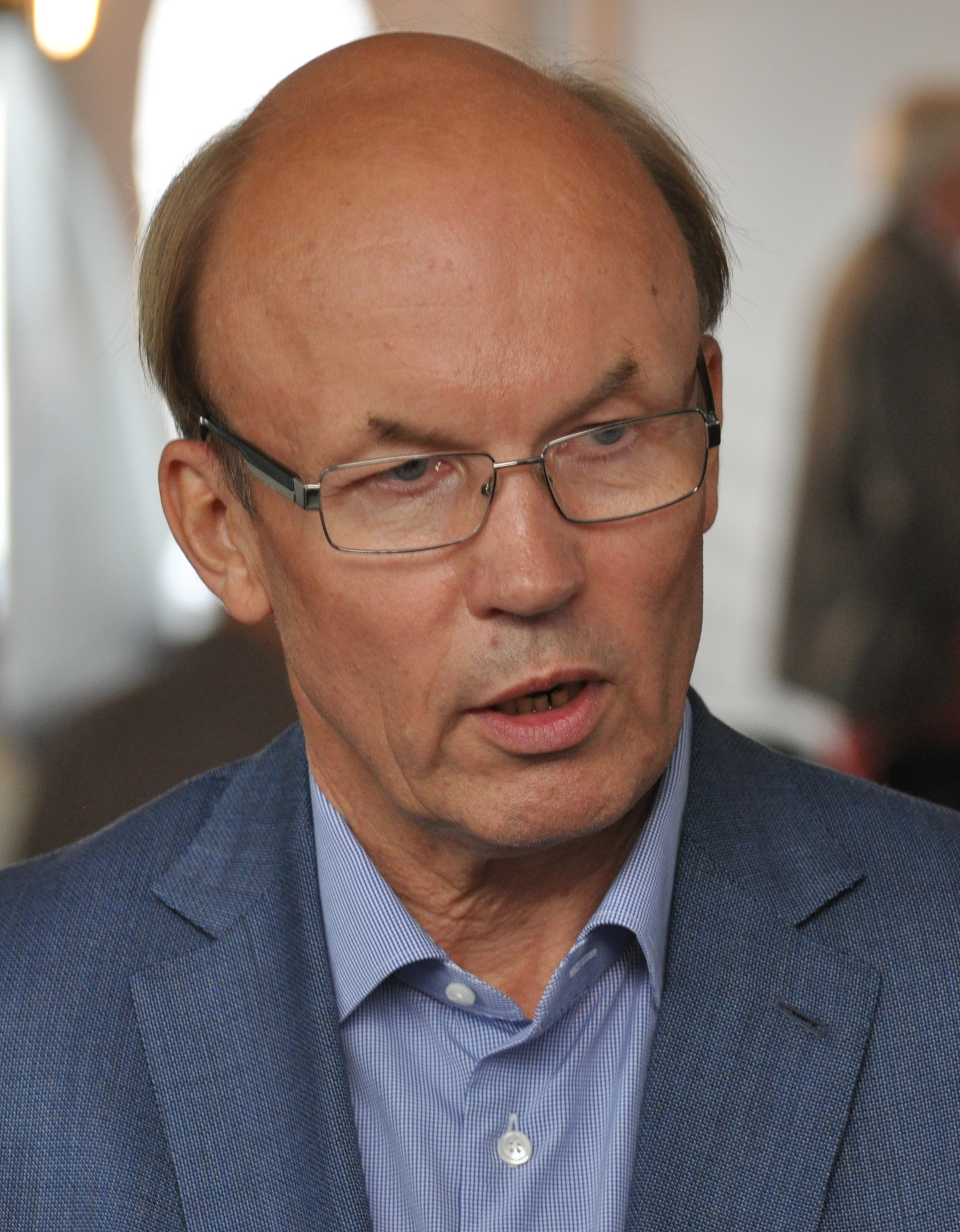
Matti Alahuhta (2013)

Matti Juhani Alahuhta (* 22. Juni 1952 in Alahärmä, Finnland) ist ein finnischer Manager und war von 2005 bis 2014 Vorstandsvorsitzender der KONE Corporation.

## Leben

### Ausbildung
Nach dem Abschluss seines M.Sc. in Technologie 1976 promovierte Alahuhta 1990 mit seiner Dissertation über „Global Growth Strategies for High Technology Challengers“ an der Technischen Universität Helsinki zum Doktor der Technischen Wissenschaften.

### Karriere
Nach Abschluss seines Ingenieur-Studiums arbeitete Alahuhta zunächst als Entwicklungsingenieur für den Nokia-Konzern, in dem er im Lauf der Jahre auch Karriere machte. Von 1982 bis 1984 war Alahuta als Sales Director bei Rank Xerox beschäftigt, er kehrte jedoch 1984 als Sales Director zu Nokia zurück. 1992 war Alahuhta zunächst Vize-Präsident, dann von 1993 bis 1998 Präsident der Telekommunikationssparte von Nokia. Von 1998 bis 2003 war Alahuhta Präsident der Nokia-Mobiltelefonsparte, im Jahr 2004 bekleidete er den Posten des Vizepräsidenten des Nokia-Konzerns. Von Anfang 2005 bis 2014 war Alahuhta Vorstandsvorsitzender des KONE-Konzerns.

### Privates
Alahuhta ist verheiratet und hat zwei Kinder. Zu seinen Hobbys gehören Golf, Tennis und Lesen.

### Auszeichnungen und Ehrungen
1994 wurde Alahuhta als Ritter I. Klasse des Finnischen Ordens der Weißen Rose ausgezeichnet; seit 2003 ist er Träger des Ordens als Commander.
Alahuhta wurde ein Ehrendoktorgrad von der Technischen Universität Tampere verliehen.
2009 wurde er als European Manager of the Year ausgezeichnet.